# Gee Bee
Gee Bee é o primeiro jogo de arcade da Namco, lançado em 1978. Foi desenvolvido por Tōru Iwatani, que depois criaria Pac-Man. Lançada nos Estados Unidos por Gremlin; a versão substituía as letras de "NAMCO" nos bumpers com o logo da Gremlin.
É tipo de jogo que o jogador deve quicar uma bola em blocos. A meta é impedir que a bola caia no fundo da tela, mantendo-a assim pelo maior tempo possível e alcançar um placar alto.
Houve duas sequências, Bomb Bee e Cutie Q, que foram criados por Iwatani e lançados no ano seguinte.